# Marian Pilot
Marian Pilot, né le 6 décembre 1936 à Siedlików (village de la commune d'Ostrzeszów en Grande-Pologne, alors dans la voïvodie de Poznań) et mort le 2 février 2024 à Varsovie, est un écrivain, journaliste et scénariste polonais. 
Profondément attaché à ses origines paysannes, il écrit un ouvrage sur le parler local de sa commune.
Il a parfois été comparé à Gabriel García Márquez.

## Biographie
Après une scolarité secondaire au lycée Maria Skłodowska-Curie d'Ostrzeszów (pl), Marian Pilot poursuit ses études à la faculté de journalisme de l'université de Varsovie. Membre depuis 1954 de l'Union de la jeunesse polonaise (ZMP), il entre à l’Agence de presse polonaise (PAP). Il travaille ensuite de 1958 à 1960 aux Wiadomości Filmowe (Les Nouvelles du cinéma), puis à Na przełaj (pl) (1960-1967) comme chef du service culture. Il adhère en 1967 à l'Union des écrivains polonais (pl). À partir de 1972, il est membre du Parti paysan unifié (ZSL). En décembre 1981, il rejoint la rédaction cinéma de la Télévision polonaise et, à partir de 1982 les éditions coopératives paysannes LSW où il est chargé de la littérature.

## Distinctions
Marian Pilot reçoit en 1987 la Croix du Mérite et en 2009 le Prix Władysław Reymont (pl) pour l'ensemble de son œuvre.
En 2011, il reçoit le Prix Nike pour son roman Pióropusz (Le Plumet).

## Œuvres
- Osobnik, Wydawnictwo Literackie, Cracovie 2013 (roman)
- Nowy matecznik, Wydawnictwo Literackie, Cracovie 2012 (édition agrandie, revue et corrigée des essais de 1988).
- Zabawna zabawka albo Vin d'adieu, Agencja Wydawnicza Kuba, Varsovie 2012 (nouvelles).
- Ssapy, szkudły, świętojanki: słownik dawnej gwary Siedlikowa, Varsovie 2011, Ostrzeszów 2012 (dictionnaire du parler d'Ostrzeszów).
- Pióropusz, Wydawnictwo Literackie, Cracovie 2010, 2011 (roman)[5].
- Gody, Agencja Wydawnicza Kuba, Varsovie 2009 (nouvelles).
- Cierpki, oboki, nice: bardzo małe opo, Agencja Wydawnicza Kuba, Varsovie 2006.
- Na odchodnym: opowieści i opowiadania, Spółdzielnia Wydawnicza „Czytelnik” (pl), Varsovie 2002.
- Bitnik Gorgolewski, SW „Czytelnik”, Varsovie 1989 (roman).
- Matecznik, LSW, Varsovie 1988 (essais).
- W słońcu, w deszczu, Wydawnictwa Radia i Telewizji, Varsovie 1981 (roman).
- Ciżba: opowiadania i opowieści, Varsovie 1980 (nouvelles).
- Wykidajło, Varsovie 1980 (nouvelles).
- Jednorożec, Varsovie 1978, 1981 (roman).
- Karzeł pierwszy, król tutejszy; Tam, gdzie much nie ma albo brzydactwa, Varsovie 1976 (nouvelles).
- Zakaz zwałki, LSW, Varsovie 1974 (roman).
- Pantałyk, SW „Czytelnik”, Varsovie 1970, Wydawnictwo Literackie, Cracovie 2012 (nouvelles).
- Majdan, LSW, Varsovie 1969 (roman).
- Opowieści świętojańskie, Varsovie 1966.
- Sień, Varsovie 1965, 1989 (roman).
- Panny szczerbate: opowiadania, Varsovie 1962, 1977.

## Filmographie
- 1997: Historia o proroku Eliaszu z Wierszalina (pl) – scénario
- 1987: Ucieczka z miejsc ukochanych – dialogues
- 1984: Pan na Żuławach (pl) – scénario
- 1979: W słońcu i w deszczu (pl) – scénario